# アーロン・ラルストン
アーロン・リー・ラルストン（Aron Lee Ralston, 1975年10月27日 - ）は、アメリカ合衆国の登山家、および演説家。2003年5月、アメリカ合衆国ユタ州の渓谷で事故に遭い、岩に挟まれた右腕をナイフで切断することにより脱出したことで一躍有名になった。この事故は自伝として小説化され、2010年には『127時間』(原題:127 Hours)として映画化された。

## 略歴
ラルストンは、コロラド州グリーンウッドのチェリー・クリーク高校を卒業し、ピッツバーグのカーネギーメロン大学に入学、機械工学とフランス語を専攻し首席で卒業した。また副専攻としてピアノを学んだ。
カーネギーメロン大学在学中、リサーチアシスタントとして従事した他、海外に留学し、学内スポーツに汗を流した。その後インテルにメカニカルエンジニアとして勤め、2002年登山に専念するためインテルを退社。彼の当時の目標は、コロラドにある14000フィート（およそ4200メートル）を超える山すべてに冬期単独登頂することであり、これは当時まだ誰も成し遂げていなかったが、その後彼はこの偉業を成し遂げた。
2009年8月、ラルストンは、ジェシカ・トラスティと結婚し、2010年1月、最初の子供であるレオが誕生した。

## 事故
2003年4月、ブルー・ジョン・キャニオン（ユタ州東部、キャニオンランズ国立公園・ホースシュー・キャニオン地区のすぐ南）を歩いている時に、渓谷内で挟まっていた岩が外れて落ち、彼の右腕前腕部に落ちて、渓谷内の壁との間に腕を挟んで止まった。ラルストンは彼の旅の計画を誰にも伝えていなかったので、誰も自分のことを探しに来ないだろうと考えていた。
彼は自分自身の死を悟り、5日間で、150ml程しか残っていない水を少しずつ飲みながら、腕を引き抜こうと試みた。しかし800ポンド（約360キロ)ある岩が腕を挟んでいて、引き抜く努力は無駄になった。岩を持ち上げようとしたり壊そうとしたりして3日経ち、脱水症状を起こして精神錯乱状態となり、ラルストンは脱出のために挟まった右腕前腕の中程を切断しようと試みた。彼は、腕が挟まった最初の数日で実験的に右腕を止血し、表皮に傷を入れて出血しないかどうか確かめている。4日目の時点で腕を引き離すには腕の骨を折らなければいけないことに気がついたが、彼が持っていた道具では骨を折るのに不十分であった。5日目には飲み水が尽き、渓谷の壁に自分の誕生日と死ぬであろう日付を刻みつけ、自分自身をビデオ撮影して家族に向けて最後のメッセージを録画した。恐らくその夜は生き延びられないだろう思っていたが、翌朝（2003年5月1日木曜日）の夜明けにまだ生きているということに気がついた。その後すぐに「挟まった腕をねじって力を加えることで、前腕部の二本の骨（尺骨と橈骨）を折ることができるのではないか」と直感し、直ちに実行に移したが、彼の持っていたナイフが短かったために切断には1時間程かかった。彼はナイフのメーカーについて「レザーマン製以外のものを使った」とだけ言って、どのメーカーのものであるか言及していないが、「15ドルの懐中電灯を買った時に、万能ツールとしておまけでもらったものだ」と言っている 。
腕の切断に成功した後、彼は車を置いた場所まで戻らなくてはいけなかった。長く留まっていた狭い渓谷を脱出し、垂直の壁を片手で懸垂下降し、真昼の太陽の降り注ぐ中、渓谷を歩きとおした。自分の車を駐車したところまで8km程離れていたが、携帯電話を持っていなかった。歩いているうちに、オランダから休暇に来ていた家族（エリク・マイヤー、モニク・マイヤーとその息子アンディ）に遭遇した。彼らはラルストンに水を与え、救助を要請するために急いで移動した。ラルストン自身は救急要請される前に出血多量で死ぬのではないかと思っていたが（この時までに体重が40ポンド（約18キロ）減少していた。これは血液の25%に当たる）、偶然にもラルストンを探していたレスキュー隊がヘリコプターで着陸し救助された。腕を切断して6時間後のことであった（家族や友達が、ラルストンがいなくなったことで救助要請をし、救助の直前にキャニオンランズに捜索対象を絞ったところだった）
後日、切断されて残った腕は、国立公園の管理者によって岩の下から取り出された。トム・ブロコウによると、13人がかりで巻き上げ機と油圧ジャッキを使って岩を動かし、ようやくラルストンの腕を取りだすことができたという。腕は火葬にされた上でラルストンに渡された。6カ月後、NBCテレビでの事故の特集番組を撮影するため、彼の28回目の誕生日にトム・ブロコウと共に事故現場に戻った。その際「自分の右腕はこの事故現場のものだから」といって、右腕の遺灰を現場に散骨している。

## 事故後の状況

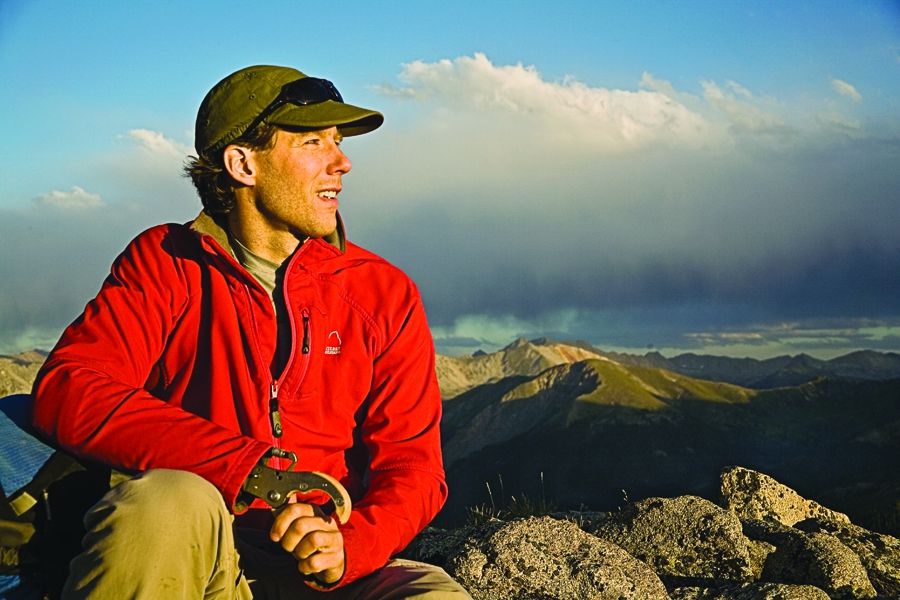
コロラド州アスペンのインディペンデンス・パス近くにあるコロラド州中部の山にて（2009年）

ラルストンは引き続き多くの山に登り続けており、2008年にはチリのオホス・デル・サラード、アルゼンチンのピシス山に登頂している。2005年には、ラルストンは14000フィートを超えるコロラドの53座すべてに冬季単独登頂した初めての登山家となった。1997年に登頂を開始し、ブルー・ジョン・キャニオンでの右腕切断による中断期間を挟んでの達成であった。2008年デナリに登頂し、6194mの頂上からスキーで滑降した。2009年には、友人達を率いてグランド・キャニオンを通ってコロラド川の川下りを敢行し、同年タンザニアのキリマンジャロに登頂した。いつかはエベレストに登頂したいとラルストンは言っているが、「極地探検家」であるエリック・ラーセンが主導して行われた2010年の"Save the Poles"には帯同しなかった。
ラルストンは、事故の経験を書籍『アーロン・ラルストン 奇跡の6日間』（Between a Rock and a Hard Place）として2004年9月7日に出版した。
2011年5月15日には、カーネギーメロン大学の学位授与式に講演者として演説した。

## 127時間
イギリス人の映画監督、ダニー・ボイルはラルストンの実話に基づいて、映画『127時間』(原題:127 Hours)を制作した。撮影は2010年の4～5月に行われ、2010年11月5日にニューヨークとロサンゼルスを皮切りに封切られた。ジェームズ・フランコがラルストン役を演じた。映画は、各地の映画祭でスタンディング・オベーションを受けるなどの喝采を浴びた。トロント、ニューヨークなどでは、右腕切断のリアルな描写のために気を失う観客が出た。
映画はアカデミー賞において、作品賞・主演男優賞（ジェームズ・フランコ）を含む6つの賞にノミネートされた。